# Каза Чиркондаријале Мамађала (Витербо)
Каза Чиркондаријале Мамађала је насеље у Италији у округу Витербо, региону Лацио.
Према процени из 2011. у насељу је живело 346 становника. Насеље се налази на надморској висини од 322 м.